# فرودگاه مارک انتون
فرودگاه مارک انتون (به انگلیسی: Mark Anton Airport) یک فرودگاه همگانی بهره‌برداری هوایی است که یک باند فرود آسفالت دارد و طول باند آن ۱۵۲۴ متر است. این فرودگاه در کشور ایالات متحده آمریکا قرار دارد و در ارتفاع ۲۱۹ متری از سطح دریا واقع شده‌است.